# Temognatha miranda
Temognatha miranda es una especie de escarabajo del género Temognatha, familia Buprestidae. Fue descrita científicamente por Carter en 1927.